# Neoathyreus lanei
Neoathyreus lanei es una especie de coleóptero de la familia Geotrupidae.

## Distribución geográfica
Habita en Panamá, Venezuela y Colombia.